# Scaphognathops bandanensis
Scaphognathops bandanensis is een straalvinnige vissensoort uit de familie van de eigenlijke karpers (Cyprinidae). De wetenschappelijke naam van de soort is voor het eerst geldig gepubliceerd in 1971 door Boonyaratpalin & Srirungroj.